# Врачанско евангелие
Врачанското евангелие е старобългарски паметник от 13 век.
Съдържа 201 пергаментови листа малък формат, а текстът е писан с черно мастило. Няма украса освен заглавни букви под формата на плетеници и човешки фигури. Евангелието е изборно (евангелистар) и включва евангелски четения по седмици, месецослов с празнични евангелия, няколко евангелия за особени случаи и недовършен показалец. Ръкописът е подарен на Народна библиотека Св. св. Кирил и Методий от Тодораки Хаджидимитров от Враца.
Ръкописът е особено интересен с това, че е преписан от руски извод някъде в Северозападна България и по език се доближава до руски евангелия като Остромирово и Архангелско евангелие. Това се познава веднага по замяната на буквата тета /θ/ с ф и липсата на буква дзело /s/ и по употребата на отделни руски думи в текста (семь вместо седмъ, толочи).

## Особености на езика на паметника
- Буквите за носови гласни се употребяват смесено. Има замяна на /ѧ/ и /ıa/, /ѣ/ и /ѧ/ (може би под руско влияние?), обаче има и известно влияние от народен говор, в които старите носови звукове вече са загубили носовия си призвук.
- В говора на преписвача звуковете /ы/ и /и/ са изравнени по гласеж, защото той не ги различава и ги употребява безразборно: /ы/ се пише вместо етимологично /и/ (выни (*viny), осмы (*osmi)); а /и/ се употребява вместо етимологично /ы/: ти (*ty), рïбï (*ryby).
- Интересна е употребата на глаголически букви тук-там в текста.

Паметникът изобилства от морфологични и синтактични неправилности и по думите на Б. Цонев това е сигурен белег, че „старата стойност на езика вече е рухнала и че езикът е тръгнал по други пътища“.
- Стари и нови падежни и глаголни форми се употребяват доста смесено. Старото склонение се спазва само по книжовна традиция, но изглежда, че за преписвача много от старите падежни конструкции са били вече чужди, а други той разбира и употребява по свой собствен начин. Склоненията се смесват едно с друго както и в Добрейшово евангелие. Употребата на двойствено число е доста неправилна. При прилагателните имена има безразборна употреба на кратки и дълги форми.

- Засвидетелствани са някои новобългарски местоименни форми, образувани под влияние на морфологични аналогии: тъи, тои, ты (м.р.), сои (ж.р.), нѣкои (вместо нѣкъто), нѣки, нѣкоѫ. Забелязва се разширение на местоименната основа на – е като в новобългарски при личните местоимения за мн. ч.: не боите сѧ вие, и тие поклонишѫ сѧ емоу.
- Относителното местоимение иже не се съгласува нито по род, нито по число: глаголы, ıаже азь глаголѧ; слово, ıаже далъ еси мнѣ.

- Употребата на сегашните деятелни причастия е съвсем безразборна и те като че ли започват да се преосмислят като неизменяеми дееепричастия.

Новите форми в текста на паметника са:
- При глаголите в 3 л., ед.ч., сег. време се изпуска окончанието – тъ.
- Забелязват се глаголи с наставка – оува вместо – ова: свѣдѣтелствоува, бесѣдоувати.
- Преобладава употребата на супин. Има отделни случаи на заместване на супинната форма с формата за 3 л.:
  - задашѫ и понесеть кр[ь]сть (вместо понестъ),
  - ведошѫ сь ис[оу]сомь ина два злодѣѫ оубиѫтъ (вместо оубитъ).
- Употреба на окончание – тъ при формите за имперфект, 3 л., мн. ч.: хоулѣшетъ, молѣхѫтъ, подобно на сръбското Вуканово евангелие.

## Приписки към текста
Приписките към текста са интересни с това, че показват мислите и желанията на анонимния преписвач.
На лист 19 преписвачът е преобърнал наведнъж два листа и оставил две страници неписани и е отбелязал:
- Грѣшникъ, варе какъ се забых та грѣших. прѣвратихъ два листа, грѣшникъ ıa.

На други места (лист 147 и 156) благодари за щедростта на хората, които са му носили храна:
- Богъ да прости калоугерицѫ от грѣхъ, ωти ми донесѣше хлѣбъ мѧкъ и ıаца да сѧ насытѧ.
- Богь да прости Славна, ωти ми доносѣше благотинѫ.